# Cubanops luquillo
Espèce
Cubanops luquillo est une espèce d'araignées aranéomorphes de la famille des Caponiidae.

## Distribution
Cette espèce est endémique de Porto Rico.

## Description
Le mâle holotype mesure 3,9 mm.

## Étymologie
Son nom d'espèce lui a été donné en référence au lieu de sa découverte, Luquillo.

## Publication originale
- Sánchez-Ruiz, Brescovit & Alayón, 2015 : Four new caponiids species (Araneae, Caponiidae) from the West Indies and redescription of Nops blandus (Bryant). Zootaxa, no 3972(1), 43-64.